# Haworthia cooperi
Haworthia cooperi là một loài thực vật có hoa trong họ Măng tây. Loài này được Baker mô tả khoa học đầu tiên năm 1870.

## Hình ảnh

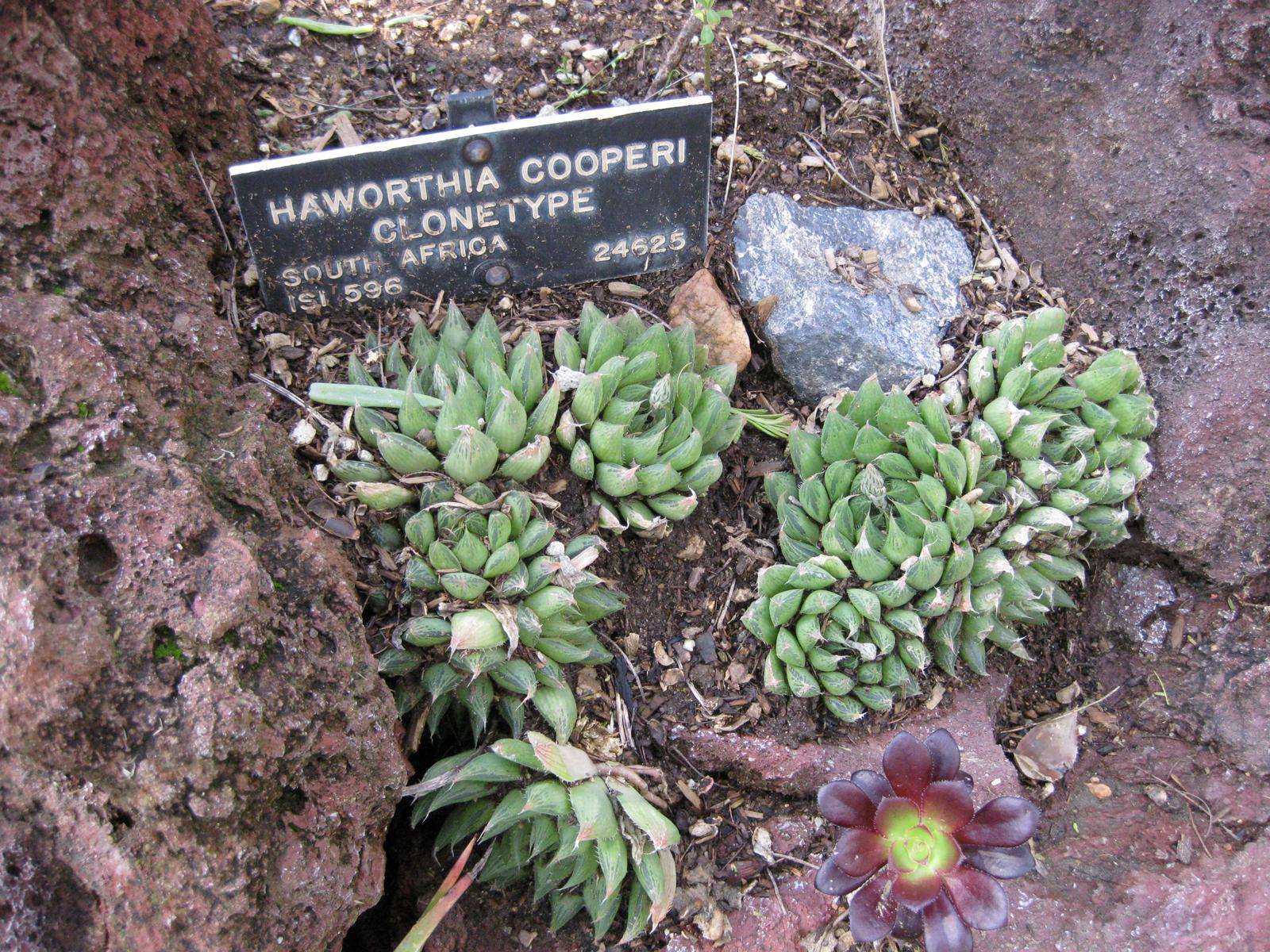
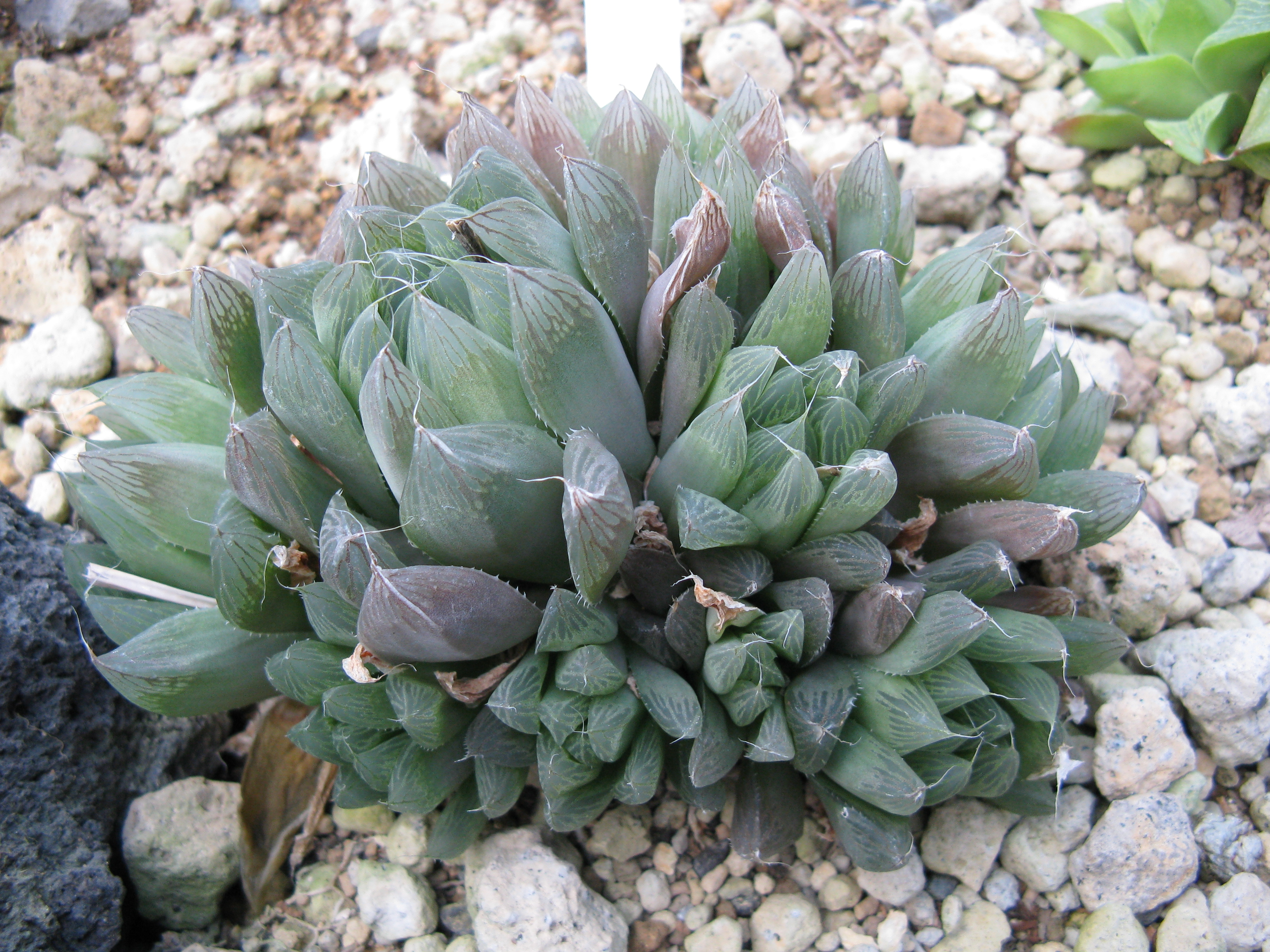
Haworthia cooperi var. truncata
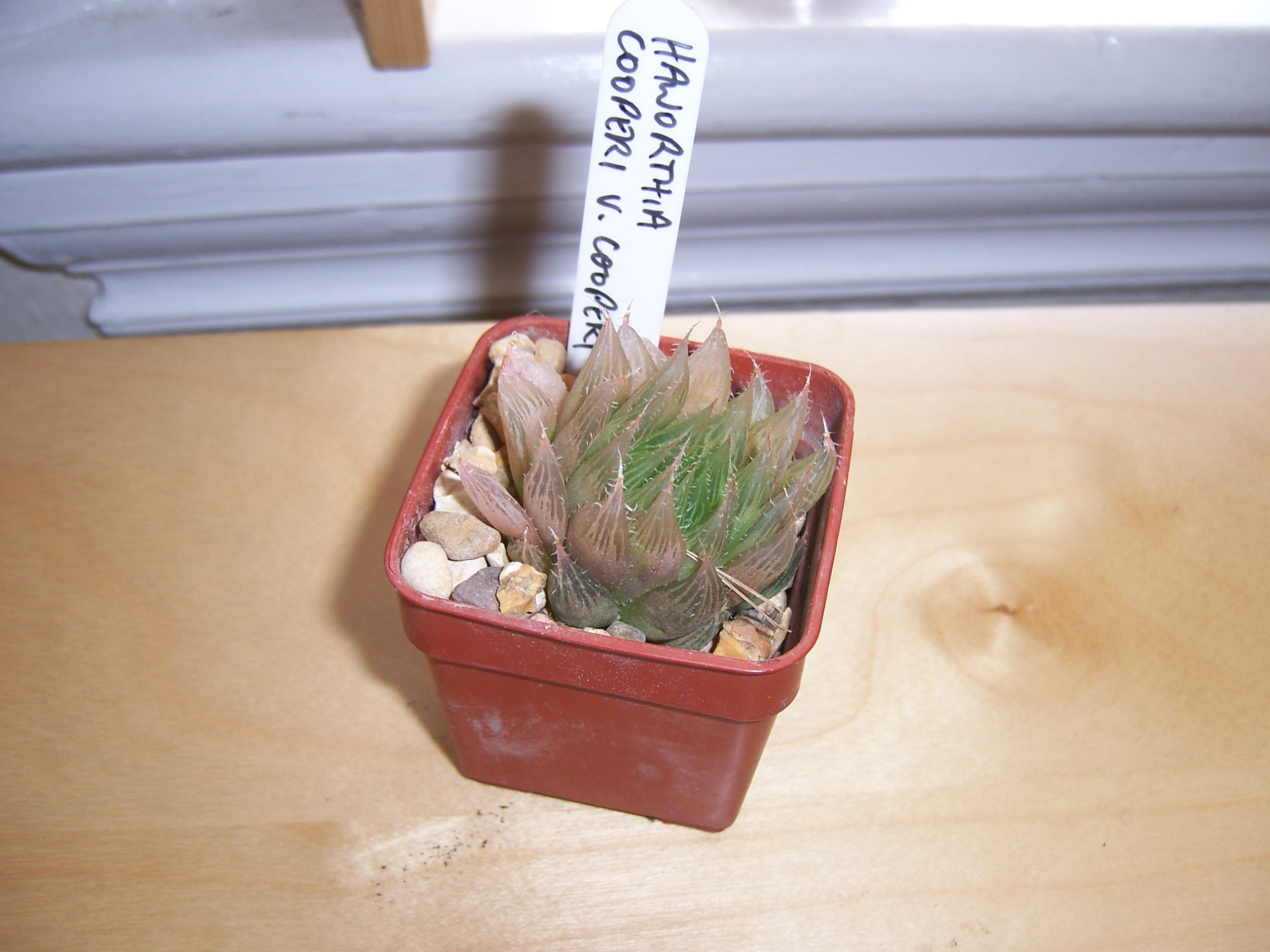